# Amu-daria

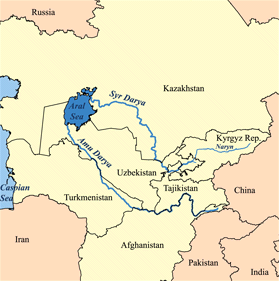
Kraje leżące w zlewisku Amu-darii; kontury Jeziora Aralskiego z lat 60. XX wieku.

Amu-daria (w starożytności stgr. Ὦξος, łac. Oxus, Transoxana, Transoksjana; arab. Dżajahun) – rzeka w Uzbekistanie, Turkmenistanie i Afganistanie, jej odcinek stanowi także granicę Tadżykistanu (na całej swej długości stanowi odcinki granicy afgańsko-tadżyckiej, afgańsko-uzbeckiej, afgańsko-turkmeńskiej oraz turkmeńsko-uzbeckiej). Długość 1425 km, powierzchnia dorzecza 465,5 tys. km².

## Przebieg
Powstaje z połączenia rzek Pandż i Wachsz. Płynie między pustyniami Kara-kum i Kyzył-kum, w dolnym i środkowym biegu brak dopływów. W górnym biegu dopływy: Kofarnihon, Surchan-daria, Sherobod (prawe) i Kunduz (lewy). W środkowym biegu w okolicy Türkmenabatu – utworzony w 1982 roku Rezerwat Amudaryjski. W dolnym biegu, na terenie Karakałpacji – Rezerwat Biosfery Dolnej Amu-darii. Do lat 60. XX wieku uchodziła do Jeziora Aralskiego tworząc deltę, w pobliżu której znajdowało się miasto (dziś – w większości opuszczone i wciąż wyludniające się) Moʻynoq. Obecnie większość wody jest tracona, odprowadzana poprzez nieszczelne kanały na uzbeckie pola bawełny i rzeka wysycha, zanim dotrze do jeziora. Część wód trafia także do depresyjnej kotliny Sarykamyskiej, w której w XX wieku utworzył się duży zbiornik – Jezioro Sarykamyskie. Wykorzystywanie Amu-darii do nawadniania okolicznych terenów po II wojnie światowej przyczyniło się, poprzez budowę kanałów, nie tylko do szybkiego wysychania rzeki, ale również silnego zanieczyszczenia jej nawozami, ściekami i pestycydami, a także doprowadziło do wtórnego zasolenia gleb.